# Mały Sosnów
Mały Sosnów – niewielka polana na przełęczy Sosnów w Pieninach, pomiędzy Sokolicą a Czertezikiem. Na dawnych mapach oraz w przewodniku „Pieniny” J. Nyki zarówno polana, jak i przełęcz mają nazwę Mały Sosnów.
Polana położona jest na samym siodle przełęczy oraz na północno-wschodnich, dość stromych stokach pod przełęczą, na wysokości ok. 5 m. W jej otoczeniu zachowały się resztki pierwotnego lasu pienińskiego. Z polany roztaczają się ograniczone widoki na Beskid Sądecki (widoczny jest fragment Pasma Radziejowej). Dawniej z przełęczy schodził szlak turystyczny do doliny Pienińskiego Potoku, a w latach 60. XX wieku stal na polanie drewniany schron. Od dawna nieużytkowana polana zarasta lasem, widoki są więc coraz bardziej ograniczone. W lesie poniżej polany, przy zielonym szlaku znajduje się jaskinia Dziury.
Polana znajduje się na obszarze Pienińskiego Parku Narodowego, w granicach Krościenka nad Dunajcem, w województwie małopolskim, w powiecie nowotarskim.

## Szlaki turystyki pieszej
ze Szczawnicy przez przewóz promowy (Nowy Przewóz) na drugą stronę Dunajca. Dalej tzw. Sokolą Percią przez Sokolicę, przełęcz Sosnów, Czertezik i Czerteż na Bajków Groń.
- Czas przejścia od przeprawy promowej na przełęcz Sosnów: 1:15 godz., ↓ 1 godz.
- Czas przejścia od Bajkowego Gronia na Przełęcz Sosnów: 1:15 godz., ↓ 1:15 godz.

 Krościenko – kapliczka św. Kingi – Zawiesy – Kras – Mały Sosnów – przełęcz Sosnów. Stąd szlak|niebieski na Sokolicę. Czas przejścia z Krościenka na Sokolicę 1:40 godz. (↓ 1:20 godz.).